# Lozinka Maraton
Lozinka Maraton јe integral 120. i 121 epizode seriјala Mali rendžer (Kit Teler) obјavljena u Lunov magnus stripu #270 kao integral. Epizoda јe premijerno u bivšoj Jugoslaviji objavljena u 16.9.1977. godine. Koštala je 10 dinara (0,54 $; 1,29 DEM). Izdavač јe bio Dnevnik iz Novog Sada. Autor korica je nepoznat. Epizoda se nalazila na stranama 3-142. 

## Originalna izdanja
Ova epiuzoda je premijerno objavljena u Italiji u dve sveske pod nazivom Texas in fiamme (#120) i Il complotto (#121). Sveske su izašle u jun i julu 1973. god. Epizodu je nacrtala Lina Bufolente, a sceanrio napisao Dećio Kancio. Sveske su se prodavale po ceni od 250 lira (0,4 $; 1,25 DEM).

## Sadržaj
Kit i Frankie jašu u patroli dolinom Marathon na granici Teksasa i Meksika. Napadaju ih Apači, ali uspevaju da pobegnu, iako je Kit ranjen strelom u rame. Nakon toga, njih dvojica nailaze kočiju koju su opkolili Apači. Ulaze u sukob i uspevaju da ih nateraju u bekstvo. Kada Apači pobegnu, saznaju da se u kočiji nalazi Amy Howard, ćerka generala Howarda, zapovednika 5. konjičke pukovnije (regimente) Američke vojske, a sa njom je poručnik Scott Crane. Oni zajedno kreću ka vojničkom logoru 5. pukovnije. Tamo ih dočekuje general Clinton Howard, ali se pojavljuje i pukovnik Saxon, kojem se ne sviđa što su Kit i Frankie došli s njima. Saxon kritikuje poručnika Cranea i šalje ga u zatvor, a zatim napada i Kita, tvrdeći da mora odmah da napusti logor. General Howard je, međutim, popustljiviji i poziva Kita i Frankiea na večeru.
Na večeri su prisutni i drugi značajni ljudi, uključujući vrhovnog zapovednika Meksičke vojske Emiliја Campechea i Sidneya Lorda, senatora države Teksas. Kit saznaje da sedi za stolom sa teksaškim suverenistima. Sidney Lord direktno pita Kita da li voli Teksas i da li misli da bi Teksas trebao da bude suverena država. Lord tvrdi da je Teksas bio nezavisna republika od 1836. do 1845. godine, nakon što su mu severnjaci oduzeli slobodu. Kada Kit kaže da ne veruje u tu teoriju, večera se završava, a general Howard se slaže da treba likvidirati Kita, jer nije hteo da im se pridruži.
Senator zatim dolazi kod Saksona i zahteva od njega da likvidira Kita. Sakson sprema zamku za Kita, ali Kit uspeva da se izvuče. Nakon nekoliko dana, Kit i Frankie odlaze u Ostin. Kit pokušava da zakaže sastanak sa guvernerom Teksasa Lesliem Carsonom, ali saznaje da je Carson bolestan i odmara se na svom ranču. Kit želi da razgovara sa viceguvernerom Adamom Chaseom, ali sastanak je zakazan tek za dva meseca. Da bi ubrzao stvari, Kit šalje cedujicu viceguverneru na kojoj piše "Šta se događa u dolini Maraton?" Nakon razgovora sa Chaseom, Kit je uveren da vrhovni političari u Teksasu planiraju odcepljenje Teksasa. U međuvremenu, senator unajmljuje plaćenog ubicu pod imenom "One-Shot" da ubije Kita, ali mladi ubica ne uspeva u svojoj nameri i senator kasnije likvidira njega.
Kit dolazi na imanje guvernera Carsona i nalazi ga zatočenog u svojoj sobi. Guverner je star i umoran i ne može ništa da preduzme. On se slaže da se sprema ocepljenje Teksasa, ali misli da je nemoćan da bilo šta učini. Molio je Kita da odnese njegovu poruku predsedniku Sjedinjenih Američkih Država. U tom trenutku, senator Lord ulazi u sobu i ubija guvernera. Pre nego što umre, guverner upire prstom u Lorda i kaže da je on duša čitave zavere.

## Reprize ove epizode
Epizoda je reprizirana u kolekcionarskom serijalu Mali rendžer If edizione u #60-61. U Italiji se ova sveska pojavila u maju 2017. Koštala je 6,9€. Hrvatsko izdanje objavljeno je u julu 2024. godine pod nazivom Grad u močvari. prodavalo se po ceni od 5,3 €. U Srbiji se hrvatski prevod prodavaop po 595 din (5 €). Pre toga, epizoda je u Hrvatskoj reprizirana u ediciji Van Gogh u februaru 2017. u tiražu od samo 100 primeraka za redovnu seriju i 110 primeraka za "The best of" ediciju. U Srbiji epizode Kit Telera još uvek nisu reprizirane kao edicija, osim sporadično krajem osamdesetih u LMS, te u obnovljenoj ediciji Lunov magnus strip počev od 2023. godine.

## Debi za Linu Bufolente
Ovo je prva samostalna epizoda Malog rendžera koju je nacrtala Lina Bufolente (1924-2007). Pre toga, Bufolente je zajedno sa Frankom Binjotijem radila na epizodama Rendžer u Njujorku (LMS263), te Litica dinosaourusa (LMS266). Osim 52 sveske o Malom Rendžeru, nacrtala je 11 epizoda Komandanta Marka, te 37 epizoda o Velikom Bleku.

## Prethodna i naredna sveska LMS
Prethodna sveska Malog rendžera u LMS nosila je naziv U močvari (LMS267), a naredna Rajanovo srce (LMS271).
Pogledati još: Spisak epizoda edicije Lunov magnus strip i Kit Teler (spisak i sadržaj epizoda).

## Spisak epizoda
Pogledati još Spisak epizoda edicije Lunov magnus strip i Kit Teler (spisak i sadržaj epizoda)